# Sway
«Sway» — англоязычная версия мексиканского мамбо «¿Quién será?», написанная в жанре джаз, которую сочинил в 1953 году Пабло Бельтран Руис (1915—2008), руководитель джазового оркестра в Мехико.
Английский текст на музыку Руиса написал в 1954 году Норман Гимбел. Тогда же песню записал Дин Мартин, причём эта версия заняла 15-е место в чарте продаж США и 6-е место в Великобритании.

## Кавер-версии

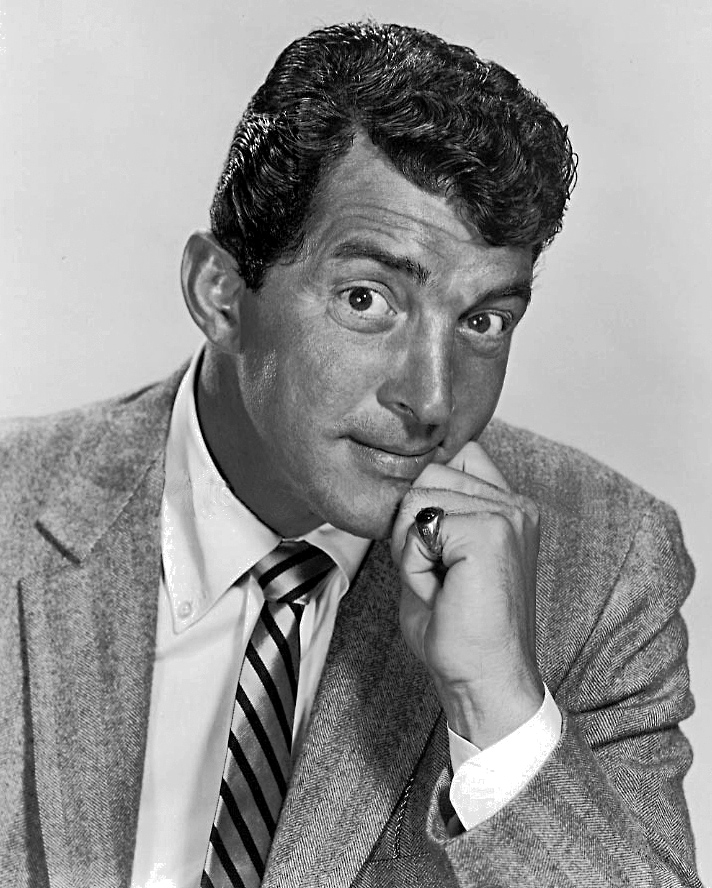
Дин Мартин, 1960.

- 1953 — Пабло Бельтран и его оркестр
- 1954 — Дин Мартин
- 1954 — Айлин Бартон, под названием «Sway (Quien Sera)»
- 1954 — Олави Вирта (на финском)
- 1958 — Клавдия Шульженко, под названием «Кто ты» (на русском, в переводе Бориса Брянского, исполнялась от лица мужчины)
- 1958 — Александра Коваленко, также под названием «Кто ты» (на русском, в переводе Бориса Брянского, исполнялась от лица женщины)
- 1959 — The Peanuts, под названием Quién Será (яп. キエンセラ) (на японском)
- 1960 — Perez Prado и Розмари Клуни, из их альбома «A Touch of Tabasco»
- 1960 — Бобби Райделл
- 1961 — Бен И Кинг, из его альбома «Spanish Harlem»
- 1963 — Клифф Ричард, из его альбома «When In Spain»
- 1963 — Джули Лондон, из её альбома «Latin in a Satin Mood»
- 1976 — Ажда Пеккан, из её альбома «Süperstar», под названием «Kim Ne Derse Desin» (на турецком)
- 1990 — Бьорк и группы «Trio Guðmundar Ingólfssonar», из их альбома «Gling-Gló», под названием «Í dansi með þér» (на исландском)
- 1997 — Брент Спайнер в фильме «В открытом море»
- 1998 — Anita Kelsey исполнила для фильма «Тёмный город». Песня синхронизирована с губами персонажа Дженнифер Коннелли в сцене её выступления.
- 1999 — Shaft, под названием «(Mucho Mambo) Sway»
- 2000 — Athena, с их альбома «Tam Zamanı Şimdi», под названием «Macera» (на турецком)
- 2001 — кинофильм «Полдень с Гауди»
- 2002 — Pedro Fernandez, под названием «¿Quien será?» (на испанском)
- 2003 — Майкл Бубле, из его именного альбома «Michael Bublé»
- 2003 — Peter Cincotti, из его именного альбома «Peter Cincotti»
- 2004 — Pussycat Dolls, в фильме «Давайте потанцуем»
- 2004 — Ариэль Домбаль, из её альбома «Amor Amor», под названием «Quién Será (Sway)»
- 2005 — Aaron Kwok, titled «飛» («Sway» — Cantonese version)
- 2005 — Walid Soroor (афганский певец), под названием «Yar Nazanin» (на персидском)
- 2007 — Rula Zaki (египетская певица), под названием «Albi Dak» (на арабском и английском), позднее, в 2010-м вошла в именной альбом «Rula»
- 2007 — The Puppini Sisters, Montreal Jazz Fest Compilation 2007 (Various Artists)
- 2009 — Хайфа Вехби, ливанская актриса и певица
- 2009 — Маркус Хайдер[англ.], австрийский певец, чье исполнение в записи, сделанной в стиле концерта 1950-х годов, зачастую ошибочно приписывают Фрэнку Синатре[4].
- 2010 — Paul Byrom из Celtic Thunder, ирландской фолк-группы
- 2010 — Mohsen Namjoo, в песне «Dowr-e Iran-o Khat Bekesh» (دور ایرانو خط بکش) (на персидском)
- 2010 — Мэттью Моррисон, в эпизоде телесериала «Хор»
- 2017 — Марк Тишман, в телепередаче «Новый Год с Владимиром Спиваковым»
- Пласидо Доминго, снят клип
- Анжелика Варум под названием «Румба» (на русском)[5] в фильме Первый скорый, 2006
- Сопрано 10 — Sway/Утомленное солнце (Lazy passion)
- Rosemary Clooney
- Олег Погудин — « Sway»
- Markus Haider — «Sway» (стилизация шоу 60-х годов)